# Aglajidae
Die Aglajidae sind eine Familie ausschließlich mariner Schnecken in der Ordnung der Kopfschildschnecken (Cephalaspidea). Die weltweit verbreiteten kleinen bis mittelgroßen Hinterkiemerschnecken haben eine häutige innere Schale. Sie ernähren sich von frei beweglichen Kleintieren, wobei das Beutespektrum je nach Art variiert.

## Merkmale
Die Schnecken der Familie Aglajidae haben einen eher weichen und schlaffen Körper von länglicher, zylindrischer Gestalt, jederseits mit einer dünnen Falte, von der Parapodien ausgehen. Die dünnwandigen Schneckenhäuser der Aglajidae, welche oft die Form nur des oberen Viertels einer Schale einer Blasenschnecke (Bulla) haben, sind in den hinteren Teil des Eingeweidesacks eingeschlossen und liegen nur bei wenigen Arten teilweise frei. Bei manchen Arten sitzen jederseits des Mundes streckbare Borsten, die der Nahrungssuche dienen. Viele Arten haben am Hinterende ein Paar langer Fortsätze, von denen der linke in der Regel länger ist. Mit wenigen Ausnahmen haben die Schnecken haben weder eine Radula noch einen Kaumagen mit Kauplatten.
Wie andere Kopfschildschnecken sind die Aglajidae Zwitter, die sich entweder gegenseitig mit ihren Penissen begatten oder beim Sex die Rolle von Männchen und Weibchen übernehmen, die nach vollzogenem Akt auch gewechselt werden kann. Es können aber auch Kopulationsketten von mehreren übereinander liegenden Tieren gebildet werden, bei denen das oberste nur als Männchen, das unterste nur als Weibchen und alle dazwischen sowohl als Männchen als auch als Weibchen fungieren. Die Eier werden in Eikapseln abgelegt, zusammengefasst in Gelegen unterschiedlicher Form, aus denen meist bereits nach wenigen Tagen Veliger-Larven schlüpfen. Der Entwicklungszyklus ist bei den meisten Arten bisher kaum bekannt.
Sämtliche bekannten Aglajidae sind Fleischfresser, wobei anders als von anderen Kopfschildschnecken frei bewegliche Beutetiere bevorzugt werden. Je nach Schneckenart wurden als verschlungene Tiere Nacktkiemerschnecken, Kopfschildschnecken, Vielborster, Fadenwürmer, Hakenrüssler, Foraminiferen, Muscheln, Asseln, Seegurken und eine Grundel im Darm der Raubschnecken gefunden. In der Gattung Navanax, deren Arten als die am schnellsten kriechenden Meeresnacktschnecken gelten, wurden die vielfältigsten Tierreste gefunden: Schwämme, Kopfschildschnecken, Nacktkiemer, Schlundsackschnecken, Neuschnecken, Ringelwürmer, Krebse und Fische. Aglaja felis frisst dagegen Foraminiferen. Chelidonura varians wiederum ernährt sich als Nahrungsspezialist von der zu den Acoela zählenden Tierart Convolutriloba retrogemma. Die Beutetiere werden aktiv gesucht und angesichts der meist fehlenden Radula mithilfe des muskulären Pharynx als Ganzes verschluckt. Der Fressvorgang kann in Sekundenschnelle ablaufen.

## Systematik
Nach Bouchet und Rocroi (2005) ist die Familie Aglajidae eine von acht Familien in der Überfamilie Philinoidea. Zur Familie gehören 14 Gattungen:
- Aglaja Renier, 1807
- Biuve Zamora-Silva & Malaquias, 2017
- Camachoaglaja Zamora-Silva & Malaquias, 2017
- Chelidonura A. Adams, 1850
- Mannesia Zamora-Silva & Malaquias, 2017
- Mariaglaja Zamora-Silva & Malaquias, 2017
- Melanochlamys Cheeseman, 1881
- Nakamigawaia Kuroda & Habe, 1961
- Navanax Pilsbry, 1895
- Niparaya Zamora-Silva & Malaquias, 2017
- Odontoglaja Rudman, 1978
- Philinopsis Pease, 1860
- Spinoaglaja Ortea, Moro & Espinosa, 2007
- Tubulophilinopsis Zamora-Silva & Malaquias, 2017